# Stephen Larkham
Stephen Larkham (Canberra, 29 de mayo de 1974) es un exjugador australiano de rugby que se desempeñaba como apertura. Actualmente es entrenador del Brumbies del Super Rugby.
Stephen Larkham jugó con los Wallabies tres Copas del mundo, es recordado por Gales 1999, torneo donde formó una de las mayores bisagras que se recuerden junto a George Gregan, convirtió un drop de 48 metros ante los Springboks en semifinales, jugó la final lesionado de una rodilla y se consagró campeón del Mundo.
Se destacaba por su juego impredecible, gran aceleración, atacar la línea de ventaja y usar poco el pie en el juego.

## Biografía
Nacido el 29 de mayo de 1974 en Canberra, estudió en la Universidad Nacional Australiana donde obtuvo una licenciatura en ingeniería informática. Se formó deportivamente y jugó como profesional en Brumbies hasta 2007, cuando emigró al rugby japonés para jugar en el Ricoh Black Rams de Tokio. Se retiró en 2011.

### Selección nacional
Debutó en el Seleccionado Nacional el 6 de junio de 1996 jugando de Fullback en contra de los dragones rojos, recién en 1997 Rod Macqueen lo reposicionó de apertura. Ganó el Rugby Championship en 2000 y 2001. En total jugó 102 partidos con su selección y marcó 103 puntos.

### Participaciones en Copas del Mundo
Los Wallabies llegaron a Gales 1999 con jugadores como George Gregan, Chris Latham, Matt Burke y Stephen Larkham. Ganaron su grupo cómodamente ante Rumania, los XV del trébol y Estados Unidos (Bernie marcó un try). En cuartos de final superaron al anfitrión Gales 9-24, luego en semifinales enfrentaron al campeón vigente Sudáfrica, en un partido muy parejo que terminó en empate a 18 y debió jugarse el tiempo extra. Larkham se había lesionado la rodilla derecha y tenía problemas de visión, el partido estaba empatado 21-21 cuando Gregan pasó el balón al 10 y éste pateó un drop goal a 48 metros del In-goal, un penal de Burke definiría el partido 21-27. Finalmente los Wallabies vencieron 35-12 a Francia y se consagraron campeones del Mundo por segunda vez en su historia, siendo la primera selección en lograrlo. Cuatro años más tarde los campeones del mundo jugaban en casa, en Australia 2003 y mostraban un gran nivel, del otro hemisferio venía el XV de la rosa que había logrado el Grand Slam en Europa y mostraba un gran nivel, por lo que no fue sorpresa que en la final, se enfrentaran australianos e ingleses. En una de las finales que más se recuerde, en Muerte súbita, Jonny Wilkinson convirtió el drop que derrotó a los Wallabies en su casa 17-20 y consagró campeón del mundo a Inglaterra. Tristemente Larkham solo jugó un partido en su último mundial: Francia 2007, fue contra Japón y Bernie se lesionó en dicho partido, el primero de los Wallabies en aquel mundial.
| Mundial                       | Sede      | Resultado        | PJ | Tries |
| ----------------------------- | --------- | ---------------- | -- | ----- |
| Copa Mundial de Rugby de 1999 | Gales     | Campeón          | 5  | 1     |
| Copa Mundial de Rugby de 2003 | Australia | Subcampeón       | 6  | 2     |
| Copa Mundial de Rugby de 2007 | Francia   | Cuartos de final | 1  | 0     |